# 抚顺日报
《抚顺日报》是中共抚顺市市委机关报，创刊于1949年，是抚顺市最早创办报纸之一，每周对开8版，发行量近8万份。

## 摘要
抚顺日报社总部在辽宁省抚顺市，抚顺日报发行是周期是日报，抚顺日报的发行目前以订阅为主，抚顺市的报刊亭有售。